# Archimède (groupe)
Pour les articles homonymes, voir Archimède (homonymie).
Archimède est un groupe de rock français, originaire de Laval, en Mayenne. Formé en 2004, il est emmené par les frères Nicolas et Frédéric Boisnard.

## Biographie
Originaires de Laval (Mayenne), Frédéric et Nicolas Boisnard forment Archimède en 2004[source secondaire souhaitée]. Après des mois passés sur scène, dans leur région natale comme dans le reste de la France, Archimède entre en studio[source secondaire souhaitée] en 2008 pour enregistrer un premier album. Les chansons sont toutes écrites par les frères Boisnard. Leur album s'est vendu à environ 25 000 exemplaires.
En 2010, le groupe est sélectionné aux Victoires de la musique dans la catégorie « Album révélation de l'année » mais la victoire revient finalement à Yodelice pour Tree of Life. Ils enregistrent leur deuxième album, Trafalgar, sorti le 5 septembre 2011. Sur cet album ressort un premier single, Le Bonheur, avec un clip sorti en juillet 2011[source secondaire souhaitée]. À l'occasion de la sortie de cet album, le journal Libération consacre deux pages au groupe et la radio France Inter, dans son émission Les Affranchis, leur consacre également un article[source secondaire souhaitée]. Ils entament ensuite une longue tournée : le Trafalgar Tour. Le groupe assure la première partie de Hubert-Félix Thiéfaine le samedi 22 octobre 2011 au Palais omnisports de Paris-Bercy[source secondaire souhaitée], et plusieurs premières parties de la tournée 2012 de Bénabar[source secondaire souhaitée].
L'album Trafalgar est nommé dans la catégorie Album rock aux Victoires de la musique 2012 mais la victoire échappe une fois encore au groupe, et revient finalement à Izïa pour So Much Trouble. Frédéric et Nicolas Boisnard écrivent la chanson À l'abri du monde pour l'album L'Attente de Johnny Hallyday, sorti le 12 novembre 2012. Plus tard, l'album Arcadie sort en 2014.
Le 26 février 2015, le groupe est parrain du 5e Prix Georges Moustaki, en Sorbonne, à Paris. En décembre 2015, le groupe est récompensé par l'Académie du Maine et reçoit le prix de la Mayenne, pour « la qualité de leurs textes et de leurs mélodies ». Peu après, le groupe dévoile le titre Tango, qui sera le nouvel hymne du Stade Lavallois.
Le 11 juin 2016, ils reviennent sur scène à Laval à l'occasion du Fest'immac pour les 150 ans du lycée de l'Immaculée-Conception, dont ils furent élèves[pertinence contestée]. Leur quatrième album, Méhari, sort en avril 2017. Le 31 août 2019, ils donnent un concert en plein air devant 1 500 spectateurs dans le parc du château de Sainte-Suzanne (Mayenne) à l'occasion de la sortie de leur album Pop Decennium,.

## Prise de position politique
Le 1er mai 2017, durant la campagne pour le second tour de l'élection présidentielle française de 2017, le groupe participe à un concert organisé à Laval dans le cadre d'un rassemblement citoyen contre le Front national.

## Accueil critique
Les albums d'Archimède bénéficient de critiques globalement élogieuses, qui mettent en avant la qualité d'écriture de Nicolas Boisnard et l'efficacité des sonorités pop de son frère Frédéric. La presse spécialisée comme Les Inrocks, ou plus généraliste comme Le Figaro, Libération et Ouest-France saluent le travail du duo mayennais.

## Membres
- Nicolas Boisnard — chant, tambourin, harmonica
- Frédéric Boisnard —  guitare, chant
- Daniel Marsala —  guitare
- Fred Jimenez — basse
- Olivier Ferrarin — batterie

## Discographie

### Singles
- 2009 : Vilaine Canaille
- 2009 : L'Été Revient
- 2009 : Fear Facteur
- 2010 : Au Diable Vauvert
- 2011 : Le Bonheur
- 2011 : Je Prends
- 2012 : Les petites mains
- 2014 : Julia
- 2014 : Ça fly away[15]
- 2017 : Je t'aime low cost
- 2017 : Je singe le monkey
- 2017 : Rue de la joie
- 2023 : Frères
- 2023 : Les planches